# Век разума (Подпольная империя)
«Век разума» (англ. «The Age of Reason») — шестой эпизод второго сезона телесериала канала HBO «Подпольная империя», и 18-й во всём сериале. Премьера эпизода состоялась 30 октября 2011 года. Сценарий был написан Батшебой Доран, а режиссёром стал Джереми Подесва.

## Сюжет
Ван Алден навещает своего коллегу, который сильно обгорел. Он разговаривает с Ван Алденом и говорит: "Я знаю, что вы сделали". Обезумевший Ван Алден зовёт свою жену, говоря, что он согрешил, но будет учитывать это. Позже, Ван Алден готовиться признаться своему боссу, когда становится ясно, что его коллега в бреду говорил то же самое всем, кого видел, и скоро умрёт. Наедине в своей квартире, Люси рожает девочку. Ван Алден прибывает и обнаруживает, что его жена Роуз ухаживает за Люси. После получения звонка, Роуз пришла в Атлантик-Сити, чтобы помочь ему, найдя только Люси. Ван Алден заявляет, что он сделал это ради неё, говоря, что они заберут ребёнка. Роуз уходит прочь.
У Тедди будет своя первая исповедь. Его священник говорит, что как его мать, Маргарет тоже должна исповедаться. Она признаётся, что испытывает сексуальные чувства к Слейтеру.
Федеральное преследование выдвинуло дело против Наки. Однако, сенатор Эдж вынуждает генерального прокурора Догерти сместить Наки. Догерти делится этой информацией с Наки.
Джимми нападает из засады на одну из доставок алкоголя Наки, только обнаружив, что Лучано руководит доставкой. Лучано и Джимми приходят к соглашению - завершить доставку, как и планировалось, затем встретиться, чтобы обсудить торговлю героином.

## Название
В каноническом праве Римско-католической церкви, век разума - возраст, в котором дети считаются способными к моральной ответственности, и понимания и участия в таинствах; как правило, около семи или восьми лет. В эпизоде, отец Бреннан объясняет это Тедди, готовясь к своей первой исповеди.

## Реакция

### Реакция критиков
IGN дал эпизоду оценку 8 из 10.

### Рейтинги
Эпизод посмотрели 2.629 тысяч зрителей.